# Narodna biblioteka „Vuk Karadžić” Bojnik
Narodna biblioteka Vuk Karadžić je opštinska biblioteka u Bojniku.

## Istorijat
Narodna biblioteka Vuk Karadžić je opštinska biblioteka. Osnovana je 1948. godine. Prikuplja, obrađuje, čuva, daje na korišćenje knjige i ostalu bibliotečku građu korisnicima usluga.

## Korisnici usluga
Bibliotečke usluge koristi 708 članova.

## Kulturno-umetnička delatnost
Osim bibliotečke delatnosti Biblioteka organizuje kulturno-umetnička dešavanja. U višenamenskoj sali kapaciteta 250 mesta, prikazuju se filmovi, organizuju pozorišne predstave, tribine, predavanja, književni susreti i druge aktivnosti.

## Organizacija
- Dečje odeljenje
- Odeljenje za odrasle
- Zavičajno odeljenje

## Fond Biblioteke
Raspolaže fondom od 29576 knjiga.

## Elektronska biblioteka
Uvedena je automatizacija u Biblioteku i elektronski katalog na platformi COBISS.